# Jopie Huisman Museum

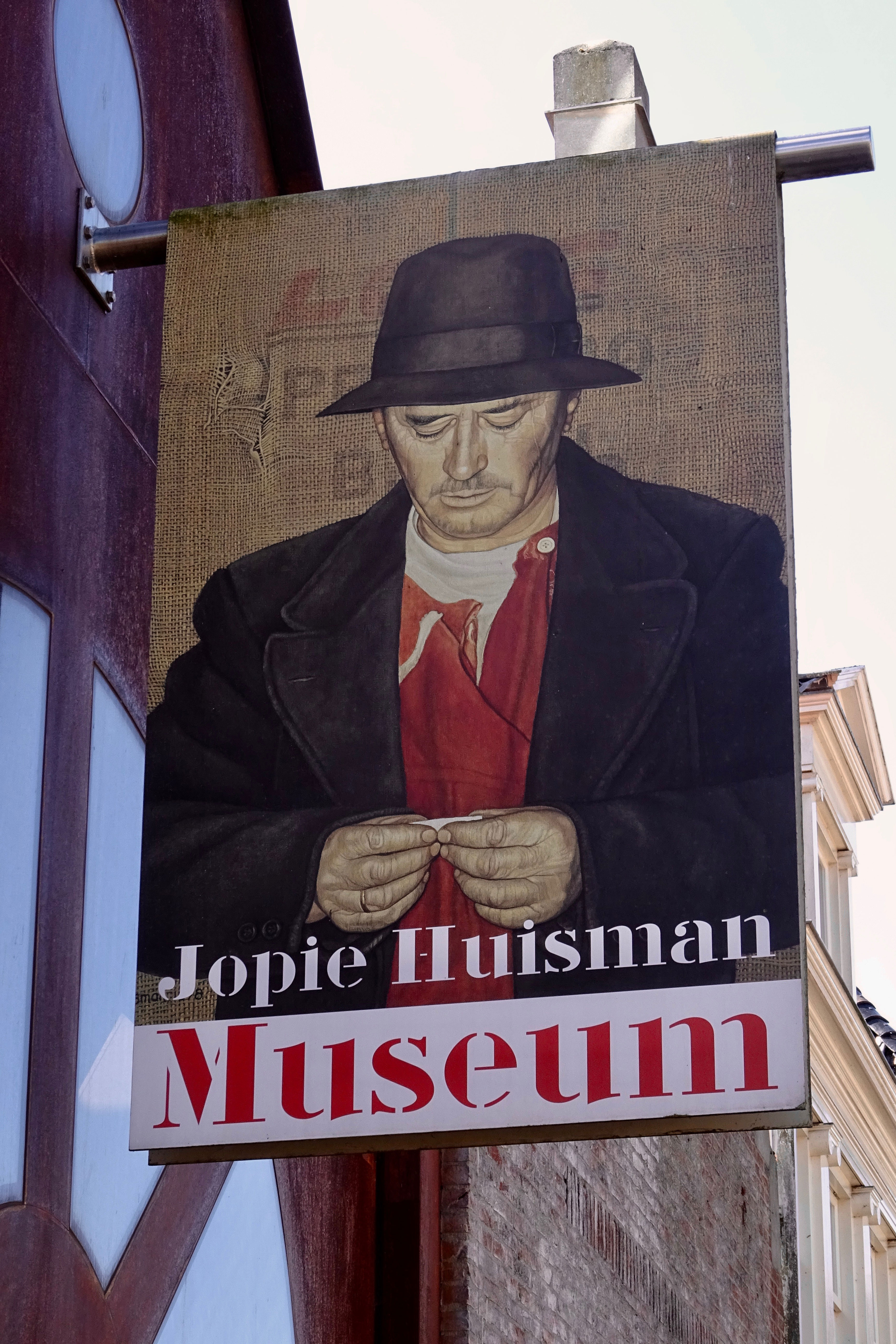
Jopie Huisman Museum

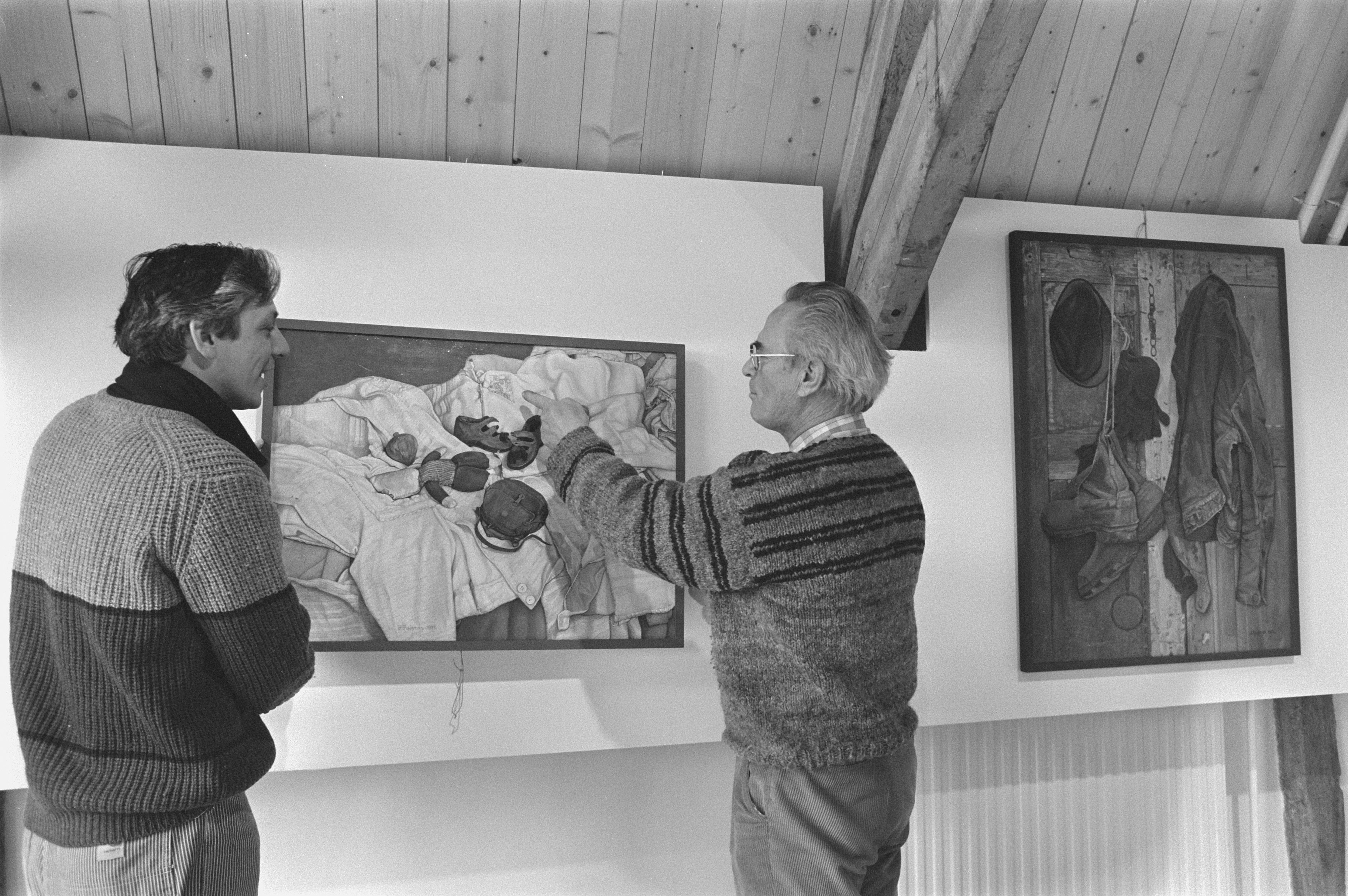
Jopie Huisman (r.) en conservator Gabriël Groenewoud in het oude museum (1986)

Het Jopie Huisman Museum is een museum in de Friese stad Workum dat werken van kunstschilder Jopie Huisman exposeert. Het aan de Noard speciaal voor de collectie tekeningen, schilderijen en verzamelingen gebouwde museum werd geopend in 1992. Eerder was het vanaf 1986 gevestigd op andere locaties.
Het museum wordt ondersteund door vrijwilligers, sponsors, een vriendenkring en een ondernemersclub. Het ontvangt geen structurele subsidie.

## Geschiedenis
In 1985 namen de vrienden van Jopie Huisman het initiatief om een eigen museum met een permanente expositie voor hem op te richten. Deze stap werd gezet nadat Jopie Huisman besloten had om niet meer te exposeren toen drie van zijn werken bij een expositie in het Brabantse Nuenen gestolen waren. De vrienden vonden zijn werken te belangrijk om ze niet meer te exposeren en besloten dat er een museum moest komen. Het liefst in Workum, de geboorteplaats van Jopie Huisman.

### Sleeswijckhuys
In 1986 werd het net gerestaureerde 17e-eeuwse Sleeswijckhuys aan de Noard te Workum gehuurd. Het ging op 11 april 1986 als eerste museum in Nederland gewijd aan een nog in leven zijnde kunstenaar open voor het publiek. Al snel bleek het monumentale pand te klein voor de toeloop. De Vriendenkring van Jopie Huisman ging op zoek naar een nieuw onderkomen.

### Noard 6
Het museum verhuisde naar het voormalige schoolgebouw van de 'School met den Bijbel', ook aan de Noard. In 1992 werd besloten een nieuw museum te bouwen op die plaats. De nieuwbouw is modern en licht en er is gebruikgemaakt van ijzer dat roestig, bruin gekleurd is, een verwijzing naar de handel van Huisman in oude metalen. In het dak zijn twee rijen ramen geplaatst, zodat er van bovenuit een lichtvloed naar binnen valt op een breed middenpad waar aan de zijkanten besloten inhammen zijn. In die inhammen zijn werken uit verschillende perioden en stijlen van Jopie te bezichtigen. De bezoeker kan zich als het ware terugtrekken in een tijd en zich omringen met beelden die Huisman toen belangrijk genoeg vond om te schilderen.

#### Schuur
Het architectenbureau van de nieuwbouw, Wouda en Van der Schaaf, maakte in 2000 het ontwerp dat twee aangekochte buurpanden bij het museum betrok. Dit deden met behoud  van de historische uitstraling van de voorgevels. Dit nieuwe gedeelte, opgeleverd in 2001, is ingericht als de schuur van Huismans boerderij in Herbayum. Hier zijn de fysieke spullen terug te vinden die in de werken van de kunstenaar voorkomen. Sinds 2022 is er een professioneel geëxploiteerd caférestaurant in gevestigd.

#### Nieuwe vleugel
In 2024 is in Noard 12 een nieuwe vleugel (±250m2) gerealiseerd voor tijdelijke exposities. Tijdens de bouw stortte het pand Noard 10 in en werd herbouwd. De tijdelijke tentoonstellingen, twee per jaar, hebben altijd een link met het werk en het leven van Huisman en staan in verbinding met de vaste expositie. 